# Asida
Asida — род жесткокрылых (жуков) из семейства чернотелок.

## Описание
Бока переднеспинки распластанные и слегка загнутые кверху; эпимеры заднегруди широкие. Надкрылья с рядами бугорков, покрытые короткими жёсткими щетинками.

## Систематика
Род содержит 23 подрода, но также есть виды, которые пока не отнесены ни к одному из них.
В составе рода, например:
- Asida anachoreta
- Asida abrupta
- Asida acuticollis
- Asida africana
- Asida akisoides